# Helmut Müllges
Helmut Müllges (* 23. März 1940 in Mainz; † 25. Oktober 2014 in Gau-Bischofsheim) war ein deutscher Fußballspieler. Er spielte zwölf Jahre überwiegend als Verteidiger in der Ligamannschaft des 1. FSV Mainz 05 und hat bei den Rheinhessen von 1959 bis 1971 in der Oberliga Südwest beziehungsweise Regionalliga Südwest insgesamt 300 Ligaspiele absolviert und elf Tore erzielt. Mit seinen 201 Regionalligaeinsätzen zwischen 1963 und 1971 ist Müllges Rekordspieler der Nullfünfer in der damaligen Zweitklassigkeit.

## Laufbahn

### Oberliga Südwest, 1959 bis 1963
Aus dem eigenen Mainzer Nachwuchs wurde das junge Defensivtalent Müllges zur Saison 1959/60 in die Ligamannschaft der Nullfünfer in die damals erstklassige Oberliga Südwest übernommen. Unter dem neuen Trainer Heinz Baas debütierte er am 16. August 1959, dem ersten Rundenspieltag, in der Oberliga bei einem 2:0-Heimerfolg gegen die Sportfreunde 05 Saarbrücken als linker Verteidiger im damaligen WM-System. Für die Heimmannschaft im Bruchwegstadion erzielten Lothar Buchmann und Ulrich Muhl die Treffer und der 19-jährige Debütant zeichnete sich bei der Bewachung des Flügelstürmers Hans-Jürgen Massion aus. Am Saisonende hatte der vormalige Jugendspieler 27 Ligaspiele absolviert und zwei Tore erzielt; Mainz belegte den 12. Rang. In seinem zweiten Seniorenjahr 1960/61 bewirkte die Klasse des Neuzuganges Erich Bäumler und die Umstellung von Trainer Baas auf ein flexibleres Spielsystem nach südamerikanischem Vorbild mit einer Frühform des Liberos und einem zentralen Mittelfeldspieler, dass die Rot-Weißen den fünften Rang belegen konnten, Müllges hatte nur in einem Ligaspiel gefehlt. Als die alte Erstklassigkeit der Oberliga nach der Saison 1962/63 endete und die Fußball-Bundesliga zur Saison 1963/64 startete, hatte der Verteidiger in vier Runden 99 Ligaspiele absolviert und drei Tore für die Baas-Elf erzielt.

### Regionalliga Südwest, 1963 bis 1971
Im Debütjahr der zweitklassigen Regionalliga-Südwest, der Saison 1963/64, belegte Müllges mit seinen Mannschaftskameraden den vierten Rang und hatte alle 38 Ligaspiele in der 20er-Staffel bestritten. Zum sportlichen Höhepunkt wurde aber die folgende Saison 1964/65 durch die ausgezeichneten Leistungen im Pokal. Zuerst setzten sich die Nullfünfer im Südwesten gegen Eintracht Bad Kreuznach (3:1), Hassia Bingen (6:2), den SV Hildburg Elkenroth (4:1) sowie mit einem 4:0-Erfolg beim TuS Neuendorf in der vierten Runde durch und zogen damit in den DFB-Pokal ein. Im Januar und Februar 1965 schalteten sie in den ersten beiden Runden gleich zwei Bundesligisten aus. Am 16. Januar kam Werder Bremen mit 23:13 Punkten als Tabellenführer der Bundesliga nach Mainz und wurde vor 12.000 Zuschauern mit 1:0 besiegt. Bremen gelang am Rundenende der Gewinn der deutschen Meisterschaft. Am 6. Februar rangen Müllges und Kollegen dem TSV 1860 München unter Trainer Max Merkel vor 20.000 Zuschauern ein 2:2-Remis nach Verlängerung ab. Vierzehn Tage später, am 17. Februar, gelang sogar im Stadion an der Grünwalder Straße ein 2:1-Auswärtserfolg. Der Europacupfinalist aus München war dabei im Angriff mit Alfred Heiß, Hans Rebele, Rudi Brunnenmeier, Peter Grosser und Rudolf Steiner angetreten. Im Viertelfinale konnten die Mainzer am 27. Februar dem 1. FC Nürnberg vor 24.000 Zuschauern bis zur zweiten Halbzeit Paroli bieten, ehe sich der „Club“ in den zweiten 45 Minuten mit 3:0 durchsetzte. Die Franken waren nach 22 Bundesligaspielen mit 27:17 Punkten auf dem vierten Rang stehend, punktgleich mit dem zweiten und dritten Platz, nach Rheinhessen angereist und hatten mit Ludwig Müller, Heinz Strehl und Ferdinand Wenauer herausragende Leistungsträger in ihren Reihen. Müllges hatte es überwiegend in den Zweikämpfen mit dem Schweizer Nationalstürmer Anton Allemann zu tun gehabt.
In der dritten Regionalligasaison 1965/66, verpasste Müllges an der Seite des neuen Spielmachers Horst Hülß mit dem dritten Rang knapp die Bundesligaaufstiegsrunde. Eine überzeugende Rückrunde mit 23:7 Punkten – es gab nur zwei Niederlagen und drei Unentschieden neben zehn Siegen – reichte am Ende nicht um den Meister FK Pirmasens und Vizemeister 1. FC Saarbrücken am Einzug in die Aufstiegsrunde zu hindern. Wesentlicher Anteil am Erfolg dieser Runde hatte die Konstanz in der Defensive, wo mit Torhüter Kurt Planitzer, dem Verteidigerpaar Müllges und Heinz Wassermann, den Außenläufern Günther Dutine und Kurt Sauer, sowie in der Innenverteidigung mit Gerhard Görlach und Carlo Storck ein eingespielter Block agierte, der in 30 Ligaspielen lediglich 39 Gegentore zu verantworten hatte. 
Als in der Saison 1970/71 Trainer Erich Gehbauer den Spielerkader der Nullfünfer mit Walter Ziehmer, Peter Scherer, Herbert Scheller, Bernd Schmitt, Jürgen Janz, Hans-Joachim Jakobi und den zwei Torhütern Wolfgang Kneib und Wolfgang Orben neu sortierte, zwang Kapitän Müllges ein langwieriges Oberschenkelproblem im Winter nach 300 Liga- und fünf Pokalspielen im Trikot der Nullfünfer, im Sommer 1971 nach zwölf Ligarunden zur Beendigung seiner Laufbahn.
Der harte und zweikampfstarke Verteidiger schloss sich zur Saison 1971/72 dem FVgg. Kastel 06 im hessischen Amateurlager an.